# Tsjecho-Slowaakse parlementsverkiezingen 1964

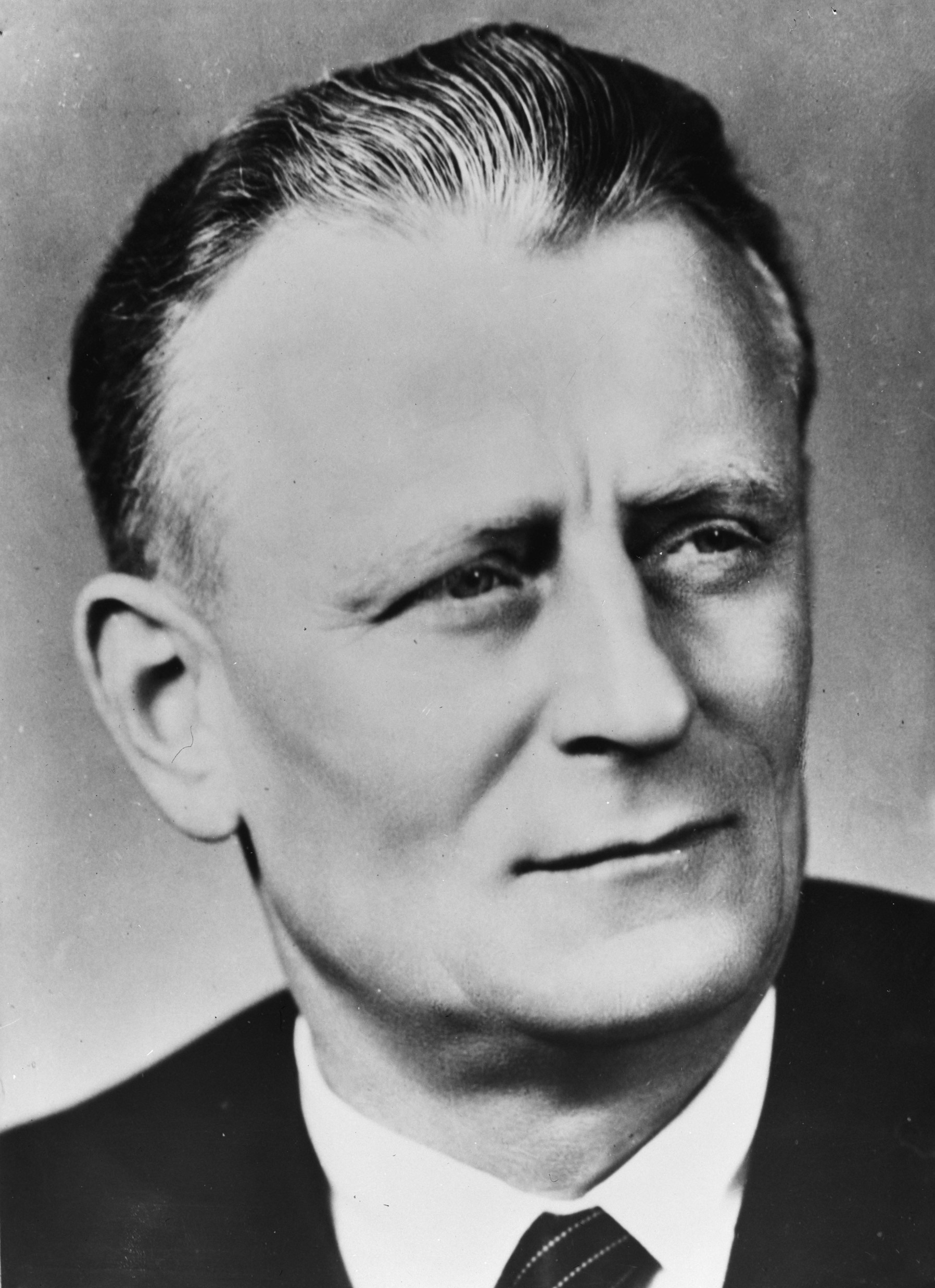
De eerste secretaris van de Tsjecho-Slowaakse Communistische Partij (KSČ) en president van Tsjecho-Slowakije, Antonín Novotný (1904-1975)

De Tsjecho-Slowaakse parlementsverkiezingen van 1964 vonden op 24 juni van dat jaar plaats. Bij een opkomst van 99,4% stemden 99,9% van de kiezers op kandidaten van het door de Communistische Partij van Tsjecho-Slowakije (KSČ) gedomineerde Nationaal Front (Nf).

## Uitslag
| Coalitie                        | Partij of groep                                   | Stemmen   | %     | Zetels    |  |
| ------------------------------- | ------------------------------------------------- | --------- | ----- | --------- |  |
| Nationaal Front (Nf)            | Communistische Partij van Tsjecho-Slowakije (KSČ) | 9.412.309 | 99,9% | 145 / 300 |  |
| Nationaal Front (Nf)            | Communistische Partij van Slowakije (KSS)(a)      | 9.412.309 | 99,9% | 72 / 300  |  |
| Nationaal Front (Nf)            | Onafhankelijk                                     | 9.412.309 | 99,9% | 28 / 300  |  |
| Nationaal Front (Nf)            | Tsjecho-Slowaakse Socialistische Partij (ČSS)     | 9.412.309 | 99,9% | 24 / 300  |  |
| Nationaal Front (Nf)            | Tsjecho-Slowaakse Volkspartij (ČSL)               | 9.412.309 | 99,9% | 20 / 300  |  |
| Nationaal Front (Nf)            | Slowaakse Vrijheidspartij (SSO)(a)                | 9.412.309 | 99,9% | 5 / 300   |  |
| Nationaal Front (Nf)            | Partij van de Slowaakse Wedergeboorte (SS)(a)     | 9.412.309 | 99,9% | 6 / 300   |  |
| Totaal Nf                       | Totaal Nf                                         | 9.412.309 | 99,9% | 300 / 300 |  |
| Tegen                           | Tegen                                             | 12.775    | 0,1%  | -         |  |
| Blanco/ ongeldige stemmen       | Blanco/ ongeldige stemmen                         | 12.819    | -     | -         |  |
| Totaal                          | Totaal                                            | 9.085.432 | 100%  | 300       |  |
|                                 |                                                   |           |       |           |  |
| Tegen                           | Tegen                                             | 6.040     | 0,1%  | -         |  |
| Blanco/ ongeldige stemmen       | Blanco/ ongeldige stemmen                         | 13.798    | -     | -         |  |
| Totaal uitgebrachte stemmen     | Totaal uitgebrachte stemmen                       | 9.432.147 | 100%  | 368       |  |
| Geregistreerde kiezers/ opkomst | Geregistreerde kiezers/ opkomst                   | 9.487.296 | 99,4% | -         |  |
| (a): Alleen in Slowakije.       |                                                   |           |       |           |  |
| Bron: PSP, CZSO                 |                                                   |           |       |           |  |

## Verwijzingen
Parlementsverkiezingen in Tsjecho-Slowakije:
1920 · 1924 · 1925 · 1929 · 1935 · 1946 · 1948 · 1954 · 1960 · 1964 · 1971 · 1976 · 1981 · 1986 · 1990 · 1992

Verkiezingen voor de Tsjechische Nationale Raad:
1971 · 1976 · 1981 · 1986 · 1990 · 1992

Verkiezingen voor de Slowaakse Nationale Raad:
1971 · 1976 · 1981 · 1986 · 1990 · 1992